# Villafuerte de Esgueva
Villafuerte de Esgueva község Spanyolországban, Valladolid tartományban. Villafuerte de Esgueva Valbuena de Duero, Castrillo-Tejeriego, Esguevillas de Esgueva, Alba de Cerrato, Amusquillo és Villaco községekkel határos. Lakosainak száma 86 fő (2024).

## Népesség
A település népessége az utóbbi években az alábbiak szerint változott:
| Lakosok száma | 151  | 145  | 134  | 126  | 117  | 106  | 86   | 80   | 86   | 86   |
|               | 2001 | 2004 | 2007 | 2009 | 2012 | 2014 | 2017 | 2019 | 2022 | 2024 |